# Dionüsziosz Halikarnasszeusz (szónok)
Dionüsziosz Halikarnasszeusz, magyarosan Halikarnasszoszi Dionüsziosz (ógörögül: Διονύσιος Ἀλεξάνδρου Ἁλικαρνᾱσσεύς, latinul: Dionysius Halicarnassensis), (Halikarnasszosz, i. e.  54 körül – Róma, i. e. 8 körül) ókori görög szónok és történetíró.

## Élete
Halikarnasszoszból (ma Bodrum, Törökország) származott, és saját elbeszélése szerint a Marcus Antonius és Augustus közti polgárháború végén került Rómába (körülbelül i. e.  30-ban). 22 évet töltött ott a szónoklat tanáraként. Megtanulta a latin nyelvet és tanulmányozta a latin irodalmat, mert Róma világuralmát, mint az idők kikerülhetetlen végzetét fogadta el. I. e.  8 körül hunyt el.

## Művei

### Római régiségek
Írt Rhōmaikē archaiologia címen egy 20 könyvre terjedő művet, amely Róma történetét az ősidőktől a pun háborúk kezdetéig, Polübiosz történetének kezdetéig tárgyalja. A mű töredékesen maradt fenn: csak az első 10 könyve és a 11-ik egy része ismeretes napjainkban. A 9 utolsó könyvből csak VII. Kónsztantinosz bizánci császár kivonata őrzött meg tartalmi elemeket. Dionüsziosz könyvében csodálja Róma alkotmányát, hangsúlyozza a vallásos és az erkölcsi szempontokat, a történetet az emberi tettek irányadó kalauzául tekinti. Mivel alaposan kutatta a római forrásokat, értékes a mű a római alkotmány történetére nézve. Előadásán, stílusán érződik szónoki mivolta. A mű elejére tett, Pompeiushoz intézett levelében szemére veti Thuküdidésznek, hogy az saját történetének oly kisszerű tárgyat (peloponnészoszi háború) választott. Ő inkább Livius irányát követi, és szónoki eszközökkel díszíti fel történeti művét.

### Szónoki művei
Dionüsziosz több más művet is hagyott hátra maga után. Az attikai szónokok életének leírása és munkásságuknak jellemzése a Perì tôn Attikôn rhētórōn című írása, de ennek sem maradt fenn a második fele. Egy másik szónoklattani munkája a Perì lektikês Dēmosthénous deinótētos, amely Démoszthenészt a legtökéletesebb szónoknak tünteti föl. Téchne rhētorikē-je négy darab, az elméleti retorika körébe vágó értekezés 11 szakaszban. Ebben Dionüsziosz szól a dicsőítő beszédek topikájáról, a rejtett célú beszédről (oratio figurata), a stílushibákról és a stílus kritikájáról. A stílusnemeket egy másik munkájában, a Perì synthéseōs onomátōn-ban fejtette ki. A Perì mimēseōs 3 könyvében költők, történészek, filozófusok és szónokok műveit vizsgálva igyekszik megválasztani a legjobb stílusnemet. A mű hasonlít Quintilianus 10. könyvére. A Perì Thoukydídou charaktêros Thuküdidészt hibáztatja a szónoki kerekség hiányáért. Levelei védekezést és polémiát tartalmaznak. Ammaeushoz intézett levelében védi Démoszthenészt a peripatetikusok vádja ellen, akik szerint Démoszthenész Arisztotelésztől tanulta stíluseszközeit. Dionüsziosz rámutat, hogy Arisztotelész retorikája készült pont Démoszthenész beszédei alapján. Pompeiushoz írt levélében még Platónt is Démoszthenész alá helyezi. Ammaeushoz írt második levelében ismét a Thuküdidészről kifejtett nézetét igyekszik védelmezni.

## Művei magyarul
Teljes fordítása nincs magyar nyelven.
- Részletek, IN: Római történeti chrestomathia (szerk. Marót Károly), Nemzeti Tankönyvkiadó Rt., Budapest, 1997, ISBN 963-18-7716-7, 7–10., 16–18. o.